# سنية (كيمياء)

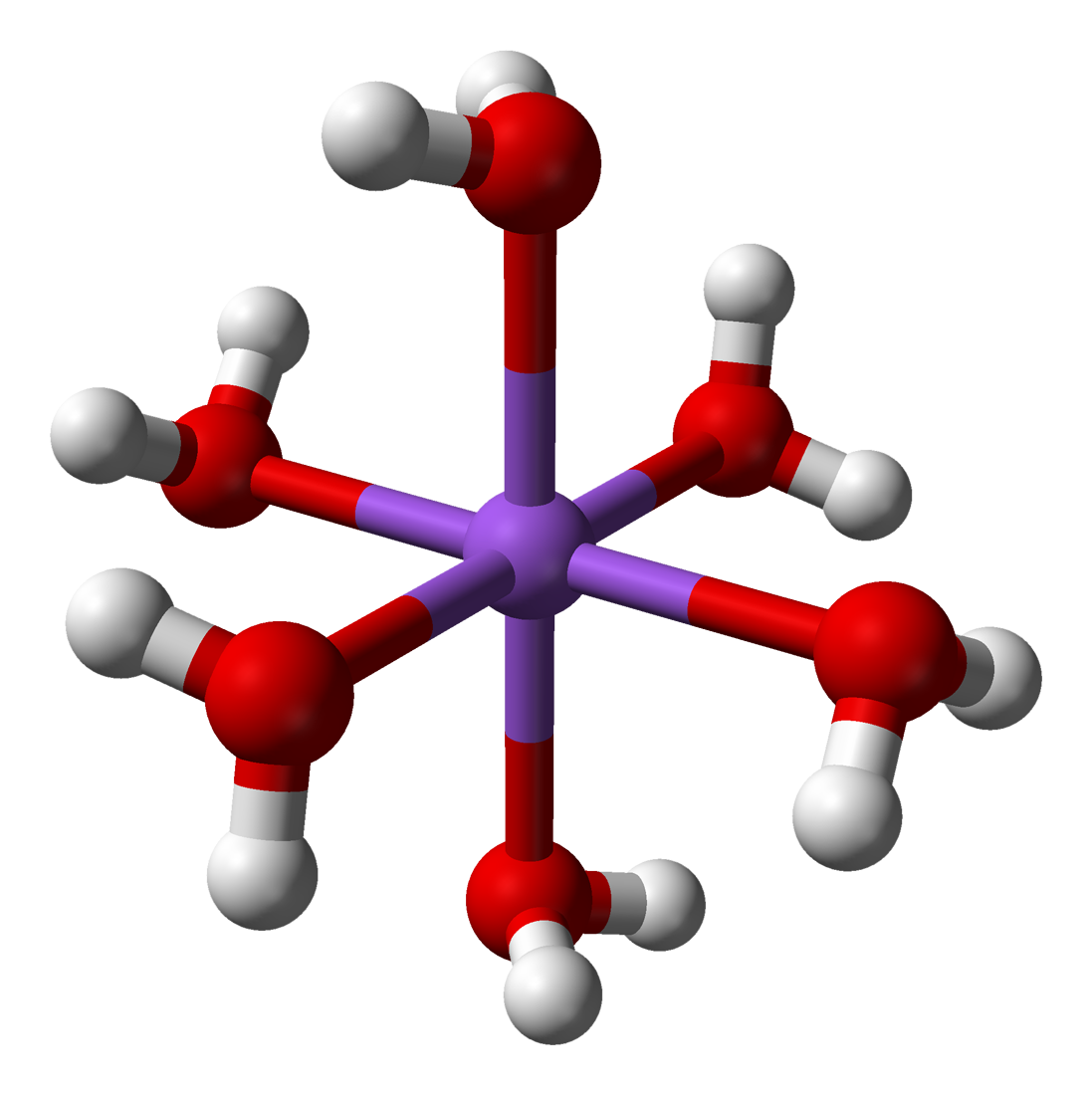
مثال على 6 ربيطات أحادية السن في معقد تناسقي.

السِّنّية (ملاحظة 1) مصطلح في الكيمياء يشير إلى عدد المجموعات المانحة في الربيطة، والقادرة على الارتباط بالذرة المركزية في معقد تناسقي.
عندما تكون هناك ذرة واحدة في الربيطة قادرة على الارتباط بالذرة المركزية، فإن السنية توافق العدد واحد، ويقال عن الربيطة أنها أحادية السن، بالمقابل، عندما تكون هناك إمكانية لربيطة واحدة ما أن ترتبط من أكثر من مركز فيها بالذرة المركزية للمعقد فيقال عنها حينها أنها ربيطة متعددة السن. يشار إلى العدد الموافق لسنية الربيطة عادة إلى جانب الحرف الإغريقي كابا κ. على سبيل المثال: κ6-EDTA يرمز لربيطة سداسية السن من ثنائي أمين الإيثيلين رباعي حمض الأسيتيك.
تجدر الإشارة إلى أن السنية تختلف عن التلامس، إذ أن التلامس يصف الربيطات التي ترتبط مع الذرة المركزية في المعقدات التناسقية بشكل متلامس متلاصق، وحينها يستخدم الحرف الإغريقي إيتا η؛ في حين أن الربيطات الجسرية يستخدم فيها الحرف ميو μ.

## هوامش
- ملاحظة 1 يقابلها باللغة الإنجليزية Denticity